# Macrerpeton
Macrerpeton is een geslacht van uitgestorven edopoïde temnospondyle Batrachomorpha (basale 'amfibieën') binnen de familie Cochleosauridae.
In 1874 benoemde Edward Drinker Cope een Tuditanus huxleyi op basis van holotype AMNH 6834 (eerder AMNH 119), een schedel ontdekt in de fossielrijke Allegheny-formatie van Linton, Ohio. De soortaanduiding eert Thomas Huxley. In 1909 benoemde Roy Lee Moodie een apart geslacht Macrerpeton. De geslachtsnaam is afgeleid van het Grieks makros, 'lang', en herpeton, 'kruipend dier'.
Mogelijke jongere synoniemen zijn Sauropleura pauciradiata Cope 1874, Sauropleura newberryi Cope 1875 (partim in errore), Ichthyacanthus ohioensis Cope 1877, Colosteus scutellata Moodie 1910 (partim in errore), Leptophractus dentatus Moodie 1910 en Mytaras macrognathus Steen 1930.